# Umiasussuk (Berg, Upernavik)
Umiasussuk (nach alter Rechtschreibung Umiasugsuk; „mittelgroßes Umiaq“) ist ein grönländischer Berg im Distrikt Upernavik in der Avannaata Kommunia.

## Geografie

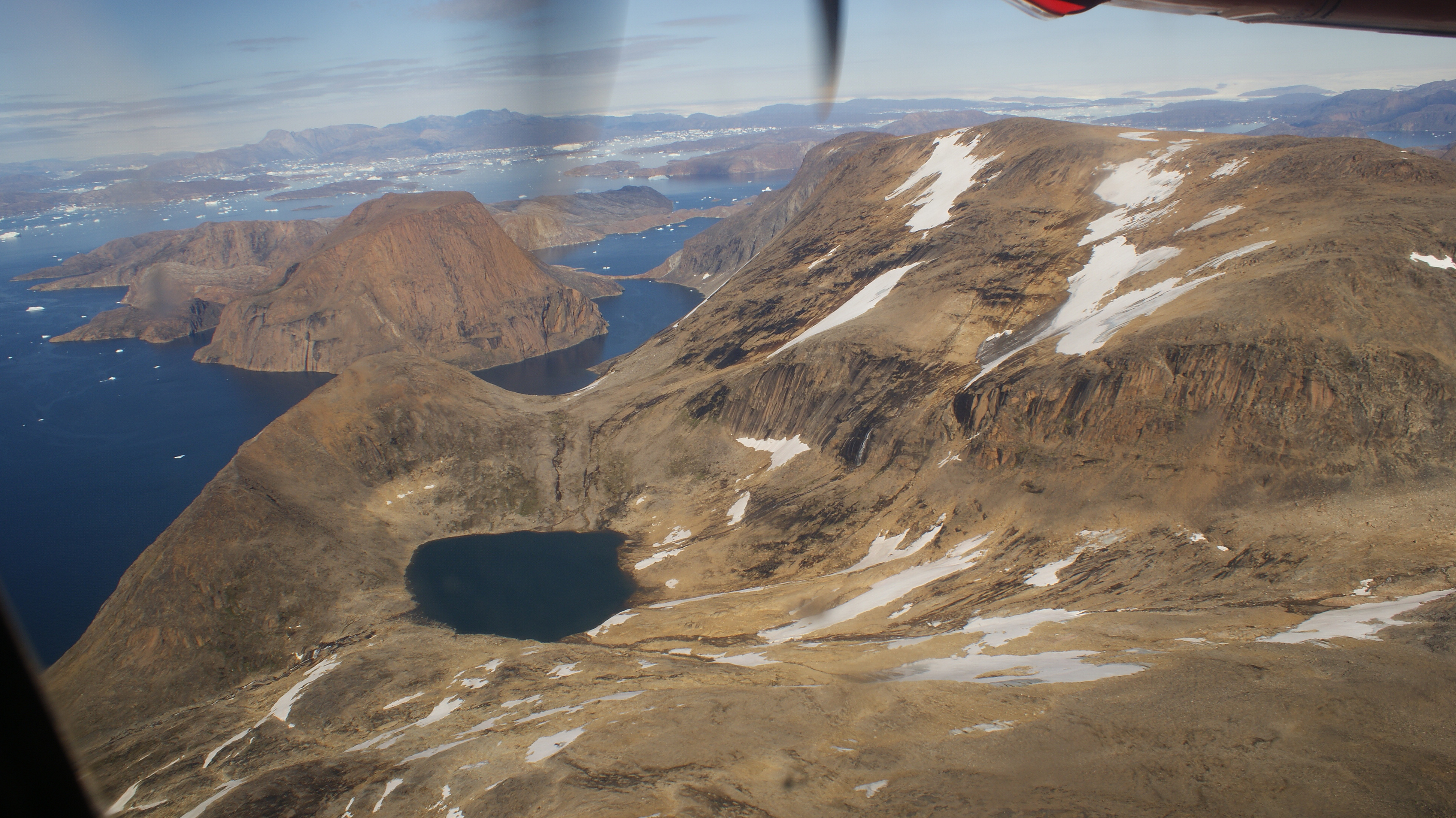
Der Berg (oben links) von Westen aus gesehen mit Qaarsorsuatsiaq im Vordergrund.

Der Berg liegt auf einer Halbinsel, die nur über die rund 50 m breite Landzange Itillia mit der südlich gelegenen Insel Qaarsorsuatsiaq verbunden ist. Der Berg hat eine Höhe von 620 m.